# دانييلي تاكوني
دانييلي تاكوني (بالإيطالية: Daniele Tacconi)‏ هو لاعب كرة قدم إيطالي في مركز الدفاع، ولد في 18 نوفمبر 1960 في بيلاجو في إيطاليا. شارك مع منتخب إيطاليا تحت 21 سنة لكرة القدم. أما مع النوادي، فقد لعب مع إيه سي ميلان ونادي بيروجيا ونادي بيسكارا ونادي ريجيانا 1919 ونادي كاتانزارو ونادي مونزا.